# 아서 하든

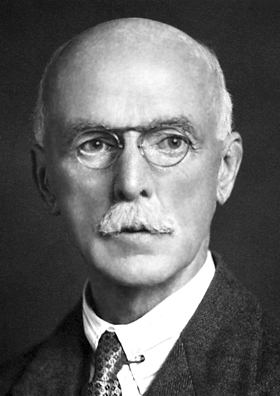
아서 하든 (1929년)

아서 하든 경(영어: Sir Arthur Harden, 1865년 10월 12일 ~ 1940년 6월 17일)은 영국의 화학자이다. 맨체스터에서 출생하였다. 에를랑겐 대학에서 피셔와 함께 연구하고, 1888년 철학 박사 학위를 받았다. 런던 대학 교수로 있으면서 알코올 발효의 연구, 인산 결합에 의한 당 조성 등을 설명하였다.
1926년에 최하위 훈작사에 서임되었으며, 1929년에 노벨 화학상을 받았다. 저서로 《돌턴 원자설의 기원》, 《무기 화학의 진보》, 《실험 유기 화학의 기초》 등이 있다.

## 참고 문헌
- 이 문서에는 다음커뮤니케이션(현 카카오)에서 GFDL 또는 CC-SA 라이선스로 배포한 글로벌 세계대백과사전의 내용을 기초로 작성된 글이 포함되어 있습니다.